# Мессаже, Андре
Андре Шарль Проспер Мессаже (фр. André Charles Prosper Messager) — французский композитор, органист, пианист и дирижёр, член Академии изящных искусств.

## Биография
Андре Мессаже родился 30 декабря 1853 года в Монлюсоне. Учился композиции у Эжена Жигу, игре на фортепиано у А. Лосселя и на органе у К. Лоре в школе церковного пения Луи Нидермейера. Также брал там уроки у Камиля Сен-Санса.
В 1880-х-1890-х годах служил органистом в ряде церквей Парижа. В 1898-1903 годах был дирижёром театра «Опера-комик» (одновременно директор), в 1901-1907 годах — театра «Ковент-Гарден», в 1907-1914 годах — Оперы Гарнье (одновременно директор). В 1875 году начал композиторскую деятельность. В 1876 году Мессаже был удостоен премии, назначенной обществом французских композиторов. Также получил премию в 1877 году в Сен-Кантене за 3-голосную кантату «Don Juan et Haydée». В 1882 году совместно со своим другом Габриэлем Форе написал «Мессу виллервильских рыбаков» (для хора и фисгармонии), которая (в редакции Форе 1907 года) стала одним из наиболее известных сочинений Мессаже.
В 1902 году Мессаже дирижировал первым исполнением оперы «Пеллеас и Мелизанда» Клода Дебюсси в «Опера-комик». Руководил симфоническим оркестром концертного общества Парижской консерватории (1908—1918), вместе с которым выступал в Северной Америке в 1918 году. С 1923 года Мессаже был президентом Общества драматургов и театральных композиторов. С 1924 года был дирижёром Русского балета Дягилева. Скончался 24 февраля 1929 года в Париже.

## Творчество

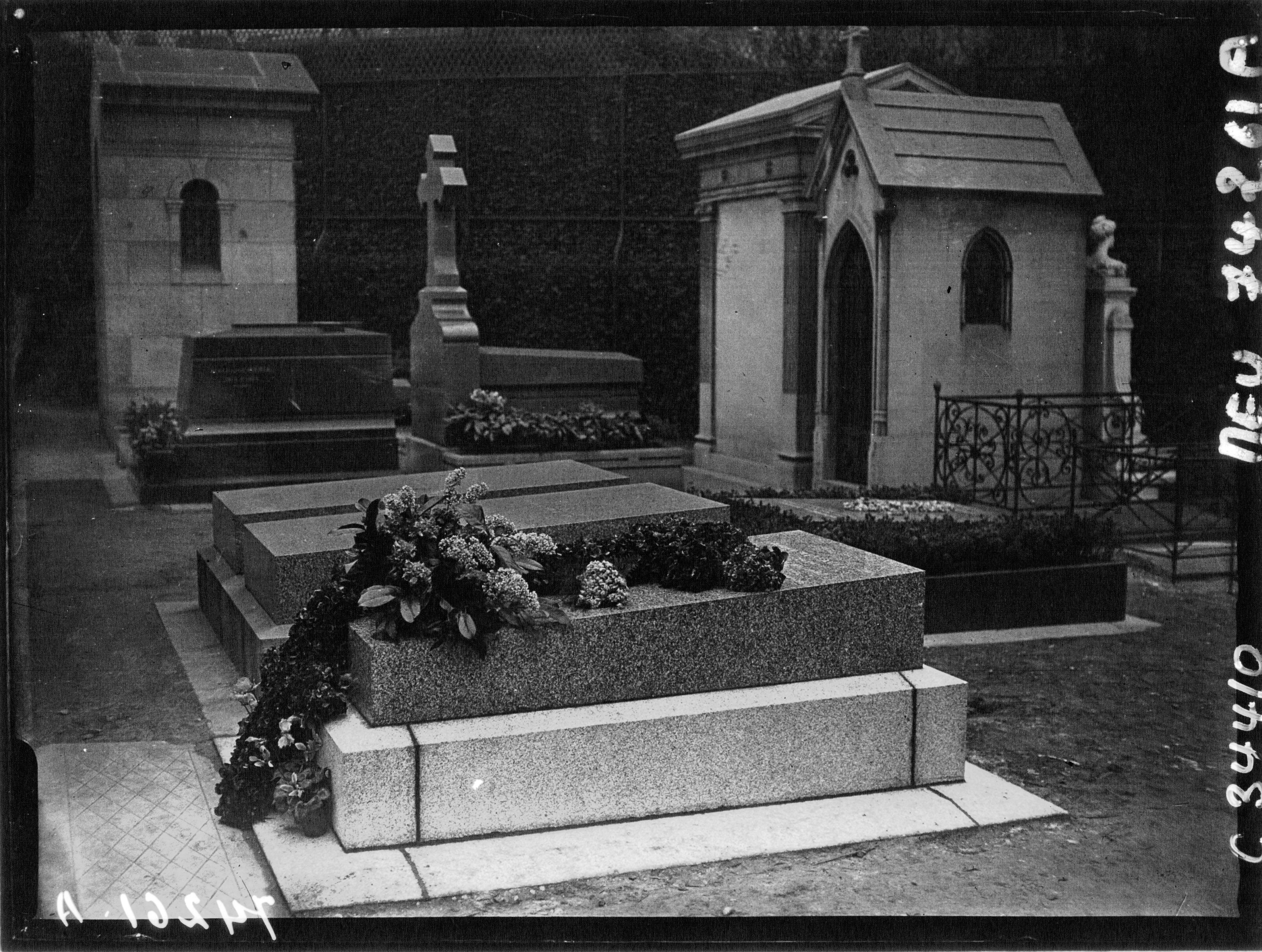
Могила композитора.

Наибольшую известность Мессаже принесли комические оперы, оперетты, музыкальные комедии. Его произведения отличаются мелодичностью и лёгкостью, присутствием тонкого французского юмора. Он занимал видное место в музыкальной жизни Парижа. Мессаже также сделал транскрипции сочинений Сен-Санса, Лало и других.

## Сочинения
- Комические оперы:

- «Девушка из Беарна» (театр Буфф-Паризьен, 1885)
- «Изолина» (театр «Ренессанс», 1888)
- «Базошь» (фр. La Basoche, театр «Опера комик», 1890)
- «Мадам Хризантема» (фр. Madame Chrysanthume, театр «Ренессанс», 1893)
- «Драгуны императрицы» (театр «Варьете», 1905)
- «Беатриче» (Монте-Карло, 1914)
- «Господин Бокер» (фр. Monsieur Beaucaire, театр Принца Уэльского, Бирмингем, 1918)

- Балеты:

- «Два голубя» (фр. Les deux pigeons, театр «Гранд-Опера», 1886)
- «Скарамуш» («Театр дю казино», 1893)

- Оперетты:

- «Муж королевы» (фр. Le mari de la reine, театр Буфф-Паризьен, 1889)
- «Мисс Доллар» (фр. Miss Dollar, «Театр дю казино», 1893)
- «Малышки Мишу́» (фр. Les p'tites Michu, 1897)

- Симфония (1877)
- Кантата «Скованный Прометей» (1881)

и др.